# 夢降るラビット・タウン
『夢降るラビット・タウン』は、ますむらひろしの漫画作品。

## 概要
ますむらひろしの代表作は、猫と人間が共存する世界を描いた『アタゴオル』だが、本作品は、ウサギと人間が共存する街「ラビット・タウン」が舞台のファンタジー・コミックである。
大学受験の学習の通信教育を主に行なう増進会出版社（現Z会）の受講者向けの会報に連載され、一般のコミック誌では読むことができなかった。1990年以降同社より単行本化されたが絶版となり、その後長く入手できなかった(1-3巻分の内容は朝日ソノラマのますむらひろし作品集11,12巻として所収されていた(こちらも絶版))が、2003年以降、メディアファクトリーにより文庫化されたものが、現在では入手可能である。
67話から70話までの『ブラジルに逢いたい』は、ますむらひろし本人の94年ワールドカップの観戦、それと同時期に起きたSL9彗星の木星衝突と言うニュースを元にしたエピソードである。

## 登場人物
ポンペイ
本作におけるウサギ側の住人で主人公。登場するウサギたちの中でも一際目を引くほどの巨漢で、頭部にスカーフを巻いている。ラビット・タウンに在る天文台『ナデイラ山天文台』の職員として勤務している。
本編ストーリーではラビット・タウンで発生する不思議な騒動に出くわし巻き込まれている。
性格は大雑把でのんびりとした面があり、割とマイペースに活動している。酒の飲み過ぎで水を求めてふら付き歩いていた中、勾玉博士が作った脳を活性化する薬の原液を誤って飲んでしまい、そこから脳神経に異常を来した影響で月光を浴びると人格が豹変したり天才肌となって常人には考え付かない妙な発明品を作り上げたりする様になった。なお、骨平太はその豹変時の彼によって生み出された。
辺太（ぺんた）
本作における人間側の住人。ポンペイと同じくナデイラ山天文台の職員として勤務する青年。本編においてはポンペイと同じくらいの頻度で登場するキャラクターで、実質「（本編の）もう一人の主人公」の立ち位置となっている。
元々はラビット・タウンに上京してきた人間で、天文学を学ぶ目的で大学へ通うために足を運んで来ていた。
ポンペイとは職場の同僚としてだけでなく親友かつ腐れ縁の間柄で、彼同様ラビット・タウンで発生する不思議な騒動によく巻き込まれている。
夏美（なつみ）
本作のヒロイン。フルネームは武良堂夏美（ぶらどうなつみ）。今は亡き科学者 武良堂博士の一人娘である。考古学に傾倒しており、恐竜が好きな一面を持ち合わせている。
跳ね返りな気質の持ち主であり、爆音系バンドを結成して音楽活動を行なっている。なお、本編でも気が強い面を各所で見せていて、後述の骨平太に対しその様子が顕著に現れる。
骨平太（こっぺいた）
ポンペイが創り出した人骨器械（ロボット）。山形弁とスペイン語を織り交ぜた独特のコミュニケーションを披露しており、ラビット・タウンの住人からはその風貌も相まって変人扱いされている。
元はポンペイが搬送された緊急入院先の病院に設置されていた人骨標本であったが、月光を浴びて人格が豹変し科学者並みの頭脳となったポンペイがその標本を突発的に改造し、機械仕掛けのリモコン人形として生まれ変わらせた。
のちに豹変状態のポンペイが電子頭脳を後から作り足して頭部に埋設したことで自立歩行が出来るようになり、さらには「人間の心」が突如芽生え、機械でありながら時折妄想に耽ったり暴走や迷走を行なうなどの人間味溢れるドジキャラ振りを見せている。
当初は電子頭脳にポンペイの思考パターンが組み込まれていたため、ポンペイの好みの服を自身の着る服として選んだり日に当たりながらニンジンジュースを飲んでリラックスしつつのんびり過ごしていたりする様子を見せていたが、話が進むにつれ派手かつ奇抜なファッションを独自で選び出して着こなす他、金への執着心が芽生えて誰よりもドケチで強欲な様を見せるようになったりと癖が強いものの確立した自我を持った。
夏美に一目惚れしており、彼の頭の中は常に夏美への恋心で満たされていて何かあれば直ぐに夏美を引き合いに出したり彼女を崇拝する言動を露骨に示すが、当の夏美本人は彼を迷惑がっていて辟易しており、骨平太の求愛には暴力的な抵抗を示している。
勾玉博士
ラビット・タウンに住まう科学者。天文学と町の人々を愛し、いつも不思議な発明をしている。根は善良だが気難しい性格の持ち主で捻くれている節があり、時折歯に衣着せぬ発言をして来たり困り事や相談話を持ち込んでくる相手を即突き放すことがある。
傍ら、自然を敬う一面を持っており、利権や金儲けのために自然破壊を行なったり植物に粗悪な品種改良や改造を施したりと好き放題を働く霧吹を毛嫌いしている。
夏美の父である武良堂博士とは交流関係にあり、彼が故人となった後は夏美の面倒を子供の頃から見ていたり親切にしている事から彼女に慕われている。
勾玉博士の発明品にはかなり変わったものが見受けられ、同時に騒動の原因の一つともなっている。
霧吹
ラビット・タウンの実業者。かなりの財力を持っており、金持ち自慢を続けている。金稼ぎのためには何でもする為、町の嫌われ者となっている。
本編においては悪役として描かれることが多く、登場する話の殆どは物事の全てを金に任せて解決させに掛かったり、反対意見の強い開発計画事業を強引に決行するなど、典型的な悪人像を見せがちであるが、肝心なところで詰めが甘い所為か目論見が外れたり計画が失敗に終わったりして実現に移せていない点が見受けられる。
しかしながら完全な悪人というわけではなく、本編においては気紛れで方向転換を図ったり何らしかの切っ掛けがあると改心する面があり、そこから騒動が解決へ向かう場合もある。

## サブタイトル一覧
本作では第1話、第2話等の表記はない。簡易的に1、2…と記する。
| 話数 | サブタイトル                 | Z会  | ソノラマ | MF文庫 |
| ---- | ---------------------------- | ---- | -------- | ------ |
| 1    | 天体観測賞                   | 1巻  | 1巻      | 1巻    |
| 2    | イチゴ・ジュース             | 1巻  | 1巻      | 1巻    |
| 3    | 磁場砂漠                     | 1巻  | 1巻      | 1巻    |
| 4    | 脳りぷらい                   | 1巻  | 1巻      | 1巻    |
| 5    | 骨平太                       | 1巻  | 1巻      | 1巻    |
| 6    | オリオン肉店                 | 1巻  | 1巻      | 1巻    |
| 7    | 星ヒトデ                     | 1巻  | 1巻      | 1巻    |
| 8    | DO-YOU-LIKE-納豆？           | 1巻  | 1巻      | 1巻    |
| 9    | KO TO BA                     | 1巻  | 1巻      | 1巻    |
| 10   | DRUG                         | 1巻  | 1巻      | 1巻    |
| 11   | カルシウム・セメント         | 2巻  | 1巻      | 1巻    |
| 12   | NANDEMOYA                    | 2巻  | 1巻      | 1巻    |
| 13   | リンゴ                       | 2巻  | 1巻      | 1巻    |
| 14   | ポルゴッポル                 | 2巻  | 1巻      | 1巻    |
| 15   | GOMI                         | 2巻  | 1巻      | 1巻    |
| 16   | ガニメデ・ボス・CITY         | 2巻  | 1巻      | 1巻    |
| 17   | 星に願いを                   | 2巻  | 2巻      | 1巻    |
| 18   | SUMMER・IN・THE・CITY        | 2巻  | 2巻      | 1巻    |
| 19   | 満月祭（前編）               | 2巻  | 2巻      | 1巻    |
| 20   | 満月祭（後編）               | 2巻  | 2巻      | 1巻    |
| 21   | 流星クジ                     | 3巻  | 2巻      | 2巻    |
| 22   | 曲がり園（前編）             | 3巻  | 2巻      | 2巻    |
| 23   | 曲がり園（後編）             | 3巻  | 2巻      | 2巻    |
| 24   | ドムダム粘菌                 | 3巻  | 2巻      | 2巻    |
| 25   | LOVE・IS・WANTING            | 3巻  | 2巻      | 2巻    |
| 26   | 言霊                         | 3巻  | 2巻      | 2巻    |
| 27   | TOMATO                       | 3巻  | 2巻      | 2巻    |
| 28   | 縫合線                       | 3巻  | 2巻      | 2巻    |
| 29   | いれふあんた                 | 3巻  | 2巻      | 2巻    |
| 30   | MORE・AND・MORE              | 3巻  | 2巻      | 2巻    |
| 31   | 童心                         | 4巻  | N/A      | 2巻    |
| 32   | 南段藤原切手                 | 4巻  | N/A      | 2巻    |
| 33   | 過去を笑う者                 | 4巻  | N/A      | 2巻    |
| 34   | OH 三角！！                  | 4巻  | N/A      | 2巻    |
| 35   | 文明の階段（前編）           | 4巻  | N/A      | 2巻    |
| 36   | 文明の階段（後編）           | 4巻  | N/A      | 2巻    |
| 37   | 銀色の羽根（前編）           | 4巻  | N/A      | 2巻    |
| 38   | 銀色の羽根（後編）           | 4巻  | N/A      | 2巻    |
| 39   | 龍の鐘                       | 4巻  | N/A      | 2巻    |
| 40   | SABOTEAR・さぼてん           | 4巻  | N/A      | 2巻    |
| 41   | 透明な瞳（前編）             | 5巻  | N/A      | 3巻    |
| 42   | 透明な瞳（後編）             | 5巻  | N/A      | 3巻    |
| 43   | 夜汽車になりたい（前編）     | 5巻  | N/A      | 3巻    |
| 44   | 夜汽車になりたい（後編）     | 5巻  | N/A      | 3巻    |
| 45   | 王の夢（前編）               | 5巻  | N/A      | 3巻    |
| 46   | 王の夢（後編）               | 5巻  | N/A      | 3巻    |
| 47   | 最後のハープ                 | 5巻  | N/A      | 3巻    |
| 48   | 雪が降る                     | 5巻  | N/A      | 3巻    |
| 49   | 永遠がしみて来る（前編）     | 5巻  | N/A      | 3巻    |
| 50   | 永遠がしみて来る（後編）     | 5巻  | N/A      | 3巻    |
| 51   | 陶芸王（前編）               | 6巻  | N/A      | 3巻    |
| 52   | 陶芸王（後編）               | 6巻  | N/A      | 3巻    |
| 53   | 女王賛歌（前編）             | 6巻  | N/A      | 3巻    |
| 54   | 女王賛歌（後編）             | 6巻  | N/A      | 3巻    |
| 55   | しゅうてんぐ・すたあ         | 6巻  | N/A      | 3巻    |
| 56   | 気爆岩（前編）               | 6巻  | N/A      | 3巻    |
| 57   | 気爆岩（後編）               | 6巻  | N/A      | 3巻    |
| 58   | 最終楽章                     | 6巻  | N/A      | 3巻    |
| 59   | 模様屋                       | 6巻  | N/A      | 3巻    |
| 60   | 土星倶楽部                   | 6巻  | N/A      | 3巻    |
| 61   | 時を読む（前編）             | 7巻  | N/A      | 4巻    |
| 62   | 時を読む（後編）             | 7巻  | N/A      | 4巻    |
| 63   | NAMAKE                       | 7巻  | N/A      | 4巻    |
| 64   | 心理草                       | 7巻  | N/A      | 4巻    |
| 65   | 星メガネ                     | 7巻  | N/A      | 4巻    |
| 66   | ホク・・・シモン             | 7巻  | N/A      | 4巻    |
| 67   | ブラジルに逢いたい①          | 7巻  | N/A      | 4巻    |
| 68   | ブラジルに逢いたい②          | 7巻  | N/A      | 4巻    |
| 69   | ブラジルに逢いたい③          | 7巻  | N/A      | 4巻    |
| 70   | ブラジルに逢いたい④          | 7巻  | N/A      | 4巻    |
| 71   | 怪盗ジュジュラ（前編）       | 8巻  | N/A      | 4巻    |
| 72   | 怪盗ジュジュラ（後編）       | 8巻  | N/A      | 4巻    |
| 73   | 太田博之2号                  | 8巻  | N/A      | 4巻    |
| 74   | 誘拐星雲（前編）             | 8巻  | N/A      | 4巻    |
| 75   | 誘拐星雲（後編）             | 8巻  | N/A      | 4巻    |
| 76   | 星に名前を（前編）           | 8巻  | N/A      | 4巻    |
| 77   | 星に名前を（後編）           | 8巻  | N/A      | 4巻    |
| 78   | ハッブル・カレー（前編）     | 8巻  | N/A      | 4巻    |
| 79   | ハッブル・カレー（後編）     | 8巻  | N/A      | 4巻    |
| 80   | ヒトミ茸                     | 8巻  | N/A      | 4巻    |
| 81   | 泡プクプク                   | 9巻  | N/A      | 5巻    |
| 82   | 雪見オパール（前編）         | 9巻  | N/A      | 5巻    |
| 83   | 雪見オパール（後編）         | 9巻  | N/A      | 5巻    |
| 84   | どうでもいいべよ（前編）     | 9巻  | N/A      | 5巻    |
| 85   | どうでもいいべよ（後編）     | 9巻  | N/A      | 5巻    |
| 86   | 時代は変わる                 | 9巻  | N/A      | 5巻    |
| 87   | フォーエバー・ヤング（前編） | 9巻  | N/A      | 5巻    |
| 88   | フォーエバー・ヤング（後編） | 9巻  | N/A      | 5巻    |
| 89   | ペンドコ（前編）             | 9巻  | N/A      | 5巻    |
| 90   | ペンドコ（後編）             | 9巻  | N/A      | 5巻    |
| 91   | 原始教                       | 10巻 | N/A      | 5巻    |
| 92   | はじめにブドウありき（前編） | 10巻 | N/A      | 5巻    |
| 93   | はじめにブドウありき（後編） | 10巻 | N/A      | 5巻    |
| 94   | ハサミがほしい（前編）       | 10巻 | N/A      | 5巻    |
| 95   | ハサミがほしい（後編）       | 10巻 | N/A      | 5巻    |
| 96   | 冬の聴覚（前編）             | 10巻 | N/A      | 5巻    |
| 97   | 冬の聴覚（後編）             | 10巻 | N/A      | 5巻    |
| 98   | 彗星クジ                     | 10巻 | N/A      | 5巻    |
| 99   | 三日月釣り（前編）           | 10巻 | N/A      | 5巻    |
| 100  | 三日月釣り（後編）           | 10巻 | N/A      | 5巻    |